# Hipparchia marmorea
Hipparchia marmorea är en fjärilsart som beskrevs av Ruggero Verity 1916. Hipparchia marmorea ingår i släktet Hipparchia och familjen praktfjärilar. Inga underarter finns listade i Catalogue of Life.